# Axylia ikondae
Axylia ikondae är en fjärilsart som beskrevs av Emilio Berio 1972. Axylia ikondae ingår i släktet Axylia och familjen nattflyn. Inga underarter finns listade i Catalogue of Life.